# Parceria das Nações Unidas para o Fim da Tuberculose
A Parceria das Nações Unidas para o Fim da Tuberculose também conhecida como Parceria Stop TB foi criada em 2001 para eliminar a tuberculose como um problema de saúde pública. Suas 1.500 organizações parceiras incluem organizações internacionais, não governamentais e governamentais e grupos de pacientes. A secretaria está sediada em Genebra, na Suíça, e, desde 2015, é administrada pelo UNOPS. Anteriormente, era hospedado pela Organização Mundial da Saúde.

## História
A Iniciativa Stop TB foi estabelecida após a reunião da Primeira Sessão do Comitê Ad Hoc sobre Epidemia de Tuberculose realizada em Londres em março de 1998.  Em março de 2000, a Parceria Stop TB produziu a Declaração de Amsterdã para Stop TB, que apelou à ação das delegações ministeriais de 20 países com o maior fardo de TB. Naquele mesmo ano, a Assembleia Mundial da Saúde endossou o estabelecimento de uma Parceria Global para Combater a TB.

## Plano Global para Acabar com a Tuberculose
O Plano Global 2016-2020 é um plano de investimento de 5 anos que representa o roteiro para acelerar o impacto sobre a epidemia de TB e atingir as metas da Estratégia para Acabar com a TB da OMS. Este é o 4º Plano Global desde o início da Parceria Stop TB em 2000. Este plano, baseado na estratégia End TB, visa acabar com a TB e "se afasta" da abordagem limitada que visa apenas "controlar" as doenças. Especificamente, ele fala sobre a prevenção da TB, localização ativa de casos e rastreamento de contato, focando a atenção aos principais grupos vulneráveis e marginalizados, desenvolvimento e implementação de novas ferramentas e implementação de pacotes de serviços de TB que são abrangentes e funcionam em diferentes tipos de ambientes epidêmicos e socioeconômicos.

## Atividades principais
As atividades da Parceria se concentram principalmente em aumentar a conscientização sobre a tuberculose e defender um maior compromisso e financiamento para a prevenção, tratamento e pesquisa da tuberculose.
A Parceria consiste em um Conselho de Coordenação, uma Secretaria de Parceria hospedada pelo UNOPS em Genebra, Suíça, e sete Grupos de Trabalho (WG).
Também fornece medicamentos para TB diretamente para países fortemente afetados pela doença por meio de sua Global Drug Facility.

## Críticas Externas

### Avaliação GiveWell
O avaliador de caridade GiveWell analisou pela primeira vez a Parceria Stop TB em julho de 2009.  Na época, a Parceria Stop TB recebeu uma classificação de 3 estrelas (a mais alta possível). Até novembro de 2011, a Stop TB Partnership estava entre as instituições de caridade mais bem avaliadas da GiveWell, perdendo apenas para a VillageReach.
Em novembro de 2011, a GiveWell publicou uma revisão atualizada do Stop TB e concluiu que "The Stop TB Partnership não se qualifica atualmente para nossas classificações mais altas." Eles elaboraram dizendo que: "Em novembro de 2011, não tínhamos um entendimento claro do espaço do Stop TB para mais financiamento. Discutimos essa questão com a Stop TB e esperamos melhorar nossa compreensão disso no futuro. "